# Gouvernement Gomel
Het  gouvernement Gomel (Russisch: Гомельская губерния, Gomelskaja goebernija) was een gouvernement(goebernija)  van de Russische Socialistische Federatieve Sovjetrepubliek. Het gouvernement bestond van 1919 tot 1926. Het ontstond uit een oejazd van het gouvernement Minsk, negen oejazden van het opgeheven gouvernement Mogiljow en vier oejazden van gouvernement Tsjernigov.
In 1920 werd het oejazd Orshansk overgedragen aan het gouvernement Vitebsk. In 1921 werd de oejazd Soerazj hernoemd naar Klisov. In 1922 werd oejazd Gomet onderdeel van het gouvernement Smolensk. Op 4 mei werden de oejazden Mglinsk en Tsjerikov afgeschaft en in de plaats daarvan werd het district Potsjep opgericht. Op 5 mei werd dit gebied door een bevel van het Presidium van het Heel-Russisch Centraal Uitvoerend Comité overgebracht aan het gouvernement Brjansk.
In 1923 werden de oejazden Bichov, Klimovitsj, en Tsjerikov afgeschaft en werd de oejazd Kalinin opgericht. In maart 1924 werden de oejazden Kalinin, Mogiljov, en Rogatsjijov overgedragen aan de Wit-Russische Socialistische Sovjetrepubliek.
In december 1926 werd het gouvernement Gomel opgeheven. De oejazden Gomel en Retsjitsa werden overgedragen aan de Wit-Russische Socialistische Sovjetrepubliek en de oejazden Klintsov, Novozibkov en Starodoeb werden onderdeel van het gouvernement Brjansk.